# Aruppukkottai
Aruppukkottai (en tamil: அருப்புக்கோட்டை ) es una localidad de la India en el distrito de Virudhunagar, estado de Tamil Nadu.

## Geografía
Se encuentra a una altitud de 100 m.s.m. a 462 km de la capital estatal, Chennai, en la zona horaria UTC +5:30.

## Demografía
Según estimación 2010 contaba con una población de 86 481 habitantes.